# Registrul Memoria Lumii

Logoul programului Memory of the World

Registrul Memoria Lumii (în engleză Memory of the World, MOW) este o inițiativă elaborată în 1992 de UNESCO „pentru conservarea patrimoniului documentar al umanității”. Acest program permite accesul gratuit la documente importante pentru a asigura păstrarea patrimoniului documentar.
În 1997 au fost înscrise în registru primele documente. El conține valoroase colecții de carte, manuscrise, partituri muzicale, unicate, imagini, documente sonore și video, „care reprezintă memoria colectivă a oamenilor din diferitele țări ale lumii”. Nominalizarea nu este un sprijin financiar, ci trebuie înțeleasă ca o onoare: la fel ca în cazul celorlalte programe UNESCO, statele de origine se angajează să asigure „păstrarea și disponibilitatea”  patrimoniului documentar în serviciul comunității internaționale.
Programul Memoria Lumii este continuat cu Carta pentru conservarea digitală a patrimoniului din anul 2003 privind arhivarea pe termen lung a documentelor digitalizate, precum și a materialelor exclusiv digitale.
Statele membre pot nominaliza din doi în doi ani maxim două documente noi pentru această listă, care sunt analizate de  un organism consultativ internațional. În prezent (2023), Registrul Memoria Lumii conține 496 de documente.
În 2023 Codex Aureus a fost inclus în Registrul Memoria Lumii.